# Slobodan Soro

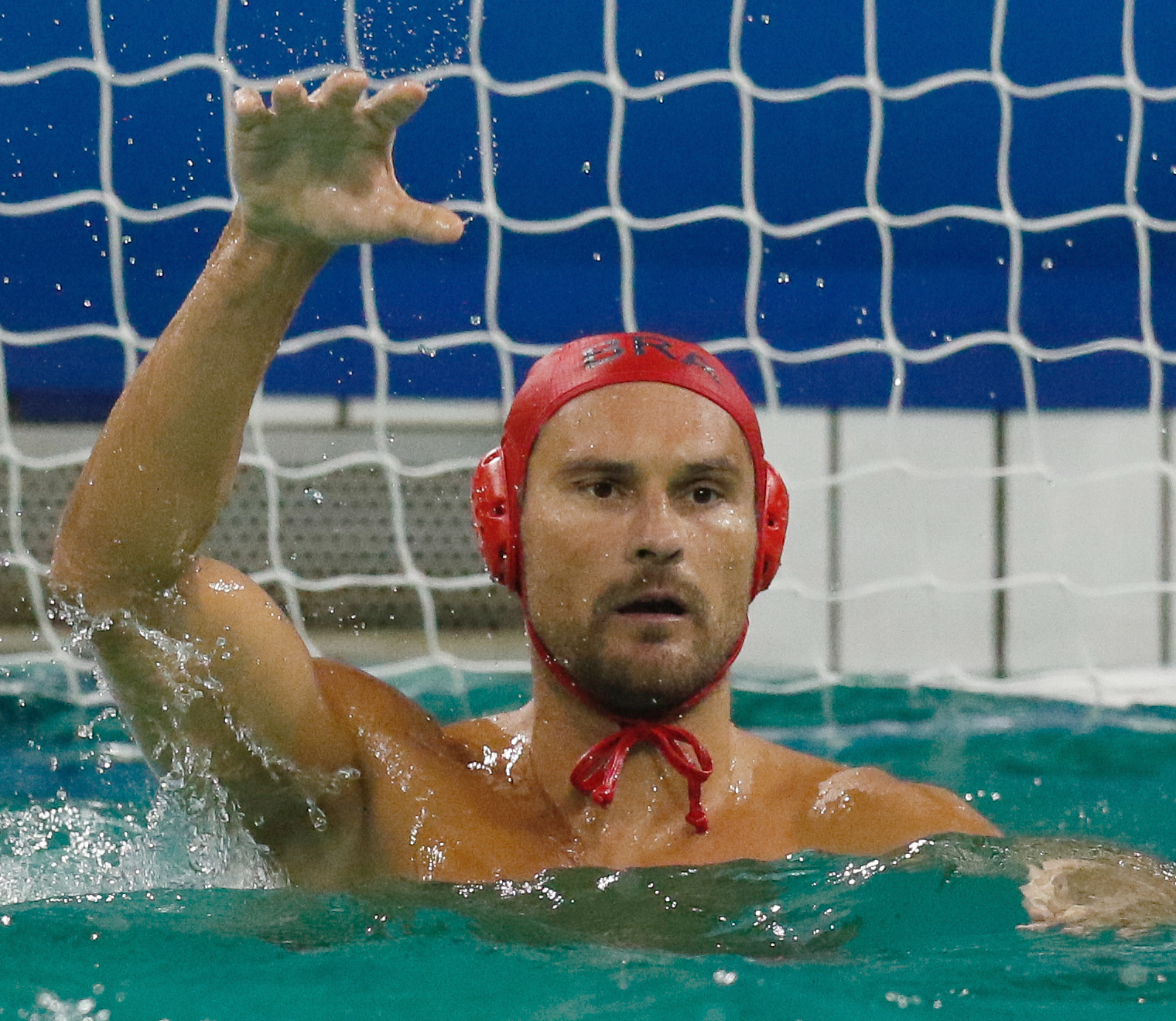
Slobodan Soro (2016)

Slobodan Soro, kyrillisch Слободан Соро, (* 23. Dezember 1978 in Novi Sad, Jugoslawien) ist ein ehemaliger serbischer Wasserballtorwart. Mit der serbischen Nationalmannschaft war er Olympiadritter 2008 und 2012, Weltmeister 2009 und Weltmeisterschaftszweiter 2011 sowie Europameister 2006 und 2012, Europameisterschaftszweiter 2008 und Europameisterschaftsdritter 2010.
Bei den Olympischen Spielen 2016 hütete er das Tor der brasilianischen Nationalmannschaft.

## Karriere
Der 1,96 Meter große Slobodan Soro begann seine Karriere bei VK Partizan Belgrad. 2000 war er mit VK Bečej Meister von Serbien und Montenegro, 2005 mit PVK Jadran. Nach einem Jahr bei Dynamo Moskau spielte Soro von 2006 bis 2008 in Spanien bei CN Sabadell. Von 2008 bis 2017 war er wieder bei VK Partizan Belgrad und gewann in dieser Zeit fünf serbische Meistertitel. Nach zwei Jahren bei RN Savona beendete Slobodan Soro seine Karriere 2021 bei Lazio Rom.
Slobodan Soro begann seine Karriere in der Nationalmannschaft nach der Unabhängigkeit Montenegros. Serbien war 2006 Gastgeber der Europameisterschaft in Belgrad. Die serbische Nationalmannschaft gewann ihre Vorrundengruppe und bezwang im Halbfinale die Rumänen mit 13:6. Im Finale siegten die Serben mit 9:8 gegen Ungarn. Im Jahr darauf bei der Weltmeisterschaft 2007 in Melbourne gewannen die Serben im Viertelfinale gegen die griechische Mannschaft mit 8:3. Nach einer 7:10-Halbfinalniederlage gegen Kroatien trafen die Serben im Spiel um den dritten Platz auf die Spanier und verloren nach der dritten Verlängerung. Bei der Europameisterschaft 2008 in Malaga trafen im Finale die Mannschaften aus Montenegro und aus Serbien aufeinander. Montenegro siegte in der Verlängerung mit 6:5 und gewann damit den ersten Titel bei einer internationalen Meisterschaft für das seit 2006 unabhängige Montenegro. Im gleichen Jahr beim olympischen Wasserballturnier in Peking belegte Serbien in seiner Vorrundengruppe den dritten Platz hinter dem US-Team und den Kroaten. Nach einem 9:5-Sieg über Spanien im Viertelfinale unterlagen die Serben im Halbfinale der Mannschaft aus den Vereinigten Staaten mit 5:10. Im Spiel um den dritten Platz siegte Serbien mit 6:4 gegen Montenegro. Slobodan Soro war in Peking erster Torwart, Denis Šefik fungierte als zweiter Torwart.
Von Ende Juni bis Anfang Juli 2009 fanden in Pesacra die Mittelmeerspiele 2009 statt. Die serbische Mannschaft siegte vor den Spaniern und Italienern. 14 Tage später begann in Rom die Weltmeisterschaft 2009. In der Vorrunde unterlagen die Serben den Spaniern mit 9:11 und wurden nur Gruppenzweiter. Mit einem 7:5 gegen Italien im Achtelfinale und einem 10:9 nach Verlängerung gegen die Ungarn im Viertelfinale erreichten die Serben das Halbfinale, in dem die Serben die Kroaten mit 12:11 bezwangen. Im Finale trafen wieder Serbien und Spanien aufeinander und Serbien gewann im Fünf-Meter-Schießen. 2010 bei der Europameisterschaft in Rijeka verloren die Serben im Halbfinale mit 9:10 gegen die kroatischen Gastgeber. Das Spiel um den dritten Platz gewannen die Serben mit 10:8 gegen Ungarn. Im Jahr darauf bei der Weltmeisterschaft 2011 in Schanghai besiegten die Serben im Halbfinale die Ungarn mit 15:14 nach der zweiten Verlängerung. Auch das Finale wurde erst nach der zweiten Verlängerung entschieden, hier siegten die Italiener mit 8:7. Bei der Europameisterschaft 2012 in Eindhoven gewannen die Serben ihre Vorrundengruppe trotz einer 7:11-Niederlage gegen die Montenegriner. Nach einem 12:8 gegen die Italiener trafen die Serben im Endspiel erneut auf Montenegro und gewannen mit 9:8. Bei den Olympischen Spielen 2012 in London belegten die Serben in der Vorrunde den ersten Platz vor den Montenegrinern, der direkte Vergleich endete 11:11. Nach einem 11:8 im Viertelfinale über Australien unterlagen die Serben im Halbfinale mit 7:9 gegen Italien. Im Spiel um die Bronzemedaille gewann Serbien mit 12:11. Zweiter Torwart hinter Slobodan Soro war Gojko Pijetlović.
Obwohl während der Saison weiterhin als Profi in Europa spielend, wurde Soro dann Brasilianer. Bei den Olympischen Spielen 2016 in Rio de Janeiro war Soro Stammtorhüter und spielte weitgehend durch, während Vinicius Antonelli kaum Spielzeit erhielt. Die Brasilianer belegten unter zwölf Mannschaften den achten Platz, waren dabei aber die einzige nichteuropäische Mannschaft im Viertelfinale. 2017 wurde Soro mit der brasilianischen Mannschaft 12. bei der Weltmeisterschaft in Budapest. Zwei Jahre später gewannen die Brasilianer die Bronzemedaille bei den Panamerikanischen Spielen 2019.